# Rata
Rata var i Oceaniens mytologi i hela Polynesien en hjälte som företar en äventyrlig resa för att hitta sina släktingar. I hawaiisk mytologi kallas han Laka och var son till Wahieloa och Hina-hawa'e.